# L'imprevisto (film 1961)
L'imprevisto è un film drammatico del 1961 diretto da Alberto Lattuada.

## Trama
In una cittadina della provincia francese, Thomas conduce una vita apparentemente tranquilla e senza problemi. Insegnante di lingue, in realtà non è soddisfatto della propria situazione economica ed escogita un piano che ritiene perfetto: costringe la moglie Claire a fingere una gravidanza (attraverso un cuscino di gomma per simulare l'accrescersi dell'addome, l'acquisto di una carrozzina, un periodo di assenza da casa in corrispondenza della data del parto, il pianto di un bambino registrato su nastro in modo che i vicini possano rendersi conto che in casa esiste un neonato) e, attraverso la complicità di Juliette, sua alunna, fa rapire il figlio appena nato di un industriale. Si presenta a quest'ultimo come intermediario dei fantomatici rapitori e incassa la cifra del riscatto. 
Il piano sembra riuscito ma Claire, che non può avere figli ma che per assecondare il marito ha recitato una parte impossibile e dolorosa, si affeziona al neonato come se fosse suo e, al momento di riconsegnarlo, si oppone facendo guadagnare tempo alle ricerche della polizia. Thomas, aiutato da Juliette, recupera il bambino per restituirlo all'industriale, ma nel frattempo questi è arrivato a casa sua con la polizia. Il suicidio di Claire, vistasi privata del bambino, fa accorrere i poliziotti nella stanza accanto, scoprendo così lo stratagemma e arrestando il professore. Interrogato da un radiocronista e fotografato in manette dai reporter, dichiara: «Il cuore di una donna ha distrutto un calcolo perfetto».

## Produzione
Il film è tratto da un lavoro teatrale scritto qualche anno prima da Edoardo Anton e da spunti di un fatto di cronaca che ebbe una enorme eco mediatica in Francia: il rapimento del piccolo Eric Peugeot, nipote del fondatore dell'omonimo impero automobilistico. Il copione si avvaleva di una sceneggiatura molto rigida che, trattandosi di un poliziesco, venne seguita nei minimi particolari dal regista: la descrizione della cittadina di provincia, le giornate grigie, le strade deserte, i rumori; la composizione delle inquadrature e i movimenti della macchina da presa. Il film fu girato in francese in presa diretta, tranne la voce di Milian che dovette essere doppiata. In sede di edizione la voce del doppiatore fu "sporcata" con rumori di fondo, in modo che anche questa sembrasse in presa diretta.

## Riconoscimenti
- 1961 – Festival internazionale del cinema di San Sebastián
  - Concha de Plata al miglior regista ad Alberto Lattuada